# Fall for Your Type
Fall for Your Type é uma canção de R&B do cantor e actor Jamie Foxx. Como o terceiro single oficial de seu álbum, Best Night of My Life, a canção apresenta o rapper e actor canadense Drake. A canção ficou em número um na R&B/Hip-Hop Songs, tornando-se no segundo hit de Foxx atrás de "Blame It".

## Desempenho nas paradas
| Parada (2010–2011)    | Posição |
| --------------------- | ------- |
| Billboard Hot 100     | 50      |
| Hot R&B/Hip-Hop Songs | 1       |